# پیر چرنیا
پیِر چرنیا (به فرانسوی: Pierre Tchernia) (زاده ۲۹ ژانویه ۱۹۲۸) بازیگر، نمایشنامه‌نویس، تهیه‌کننده فرانسوی است.
از فیلم‌های معروف او می‌توان به بازی در فیلم آستریکس و اوبلیکس: ماموریت کلئوپاترا اشاره کرد.